# Pedro Araya
Pedro Damián Araya Toro est un footballeur international chilien, né le 23 janvier 1942 à Santiago. Il évolue au poste de milieu de terrain du début des années 1960 à la fin des années 1970.
Il remporte avec l'Universidad de Chile cinq championnats du Chili puis, rejoint le Mexique, et évolue au Real San Luis avant de terminer sa carrière au CF Atlas.
Il compte 65 sélections pour 19 buts inscrits en équipe nationale et dispute la Coupe du monde 1966.

## Biographie

### Carrière en club
Avec le club de l'Universidad de Chile, il remporte cinq championnats du Chili. 
Avec cette équipe, il joue 215 matchs et inscrit 82 buts en championnat. Il réalise sa meilleure performance lors de l'année 1967, où il inscrit 20 buts.
Avec l'Universidad de Chile, il participe à la Copa Libertadores en 1963, 1965, 1966, 1968 et enfin 1970. Il est demi-finaliste de cette compétition en 1970, en étant battu par l'équipe uruguayenne du CA Peñarol.

### Carrière en sélection
Avec l'équipe du Chili, il joue 65 matchs et inscrit 19 buts entre 1964 et 1972.
Il participe avec cette équipe à la Coupe du monde 1966 organisée en Angleterre. Lors du mondial, il joue trois matchs : contre l'Italie, la Corée du Nord, et enfin l'Union soviétique. Le Chili est éliminé dès le premier tour de la compétition.
Il participe également à la Copa América de 1967.

## Palmarès
Avec l'Universidad de Chile, il remporte le Championnat du Chili à cinq reprises en 1962, 1964, 1965, 1967 et 1969. Il est également vice-champion à trois reprises en 1961, 1963 et 1971.